# Drimys winteri
Pour les articles homonymes, voir Cannelle (homonymie).
Espèce
Classification phylogénétique
Drimys winteri est une espèce de plantes à fleurs de la famille des Wintéracées. C'est un arbre sempervirent originaire du Sud-Ouest de l'Argentine et du Centre-Sud du Chili. Il est appelé Drimys de Winter, Écorce de Winter (ou Arbre à écorce de Winter), Cannelle de Magellan, mais aussi Foye ou Canelo. Il existe une sous-espèce : Drimys winteri var. andina. Utilisé comme arbre d'ornement, il contient une résine aromatique dans son écorce qui possède des propriétés médicinales.

## Histoire et étymologie
Drimys vient du grec δριμύς (drimýs) qui signifie « âcre ». Winteri est en l'honneur de William Winter, officier de la Royal Navy, amiral sous le règne de Élisabeth Ire d'Angleterre qui a étudié cet arbre lors d'une expédition avec Sir Francis Drake en 1578 en Patagonie.
Les Amérindiens Mapuches le nomment « voigue » et les Yagans « aikus ». En Argentine et au Chili, il est communément appelé « canelo » qui provient de canela en espagnol qui signifie « cannelle ».

## Description
C'est un arbre qui peut être de type arbustif au feuillage persistant. Il mesure principalement entre 4 et 8 m et jusqu'à 20 m de hauteur. Le tronc qui mesure jusqu'à 1 m de diamètre est rectiligne. Son écorce est lisse et de couleur marron  clair et grisâtre. Les feuilles entières et coriaces possèdent une nervure centrale bien visible. Elles sont grandes à bord lisse, entre 10 et 20 cm de long pour 5 cm de largeur, de forme obovale-elliptique d'un vert olive vif et brillant. Il possède des caractéristiques proches des magnolias.

## Reproduction

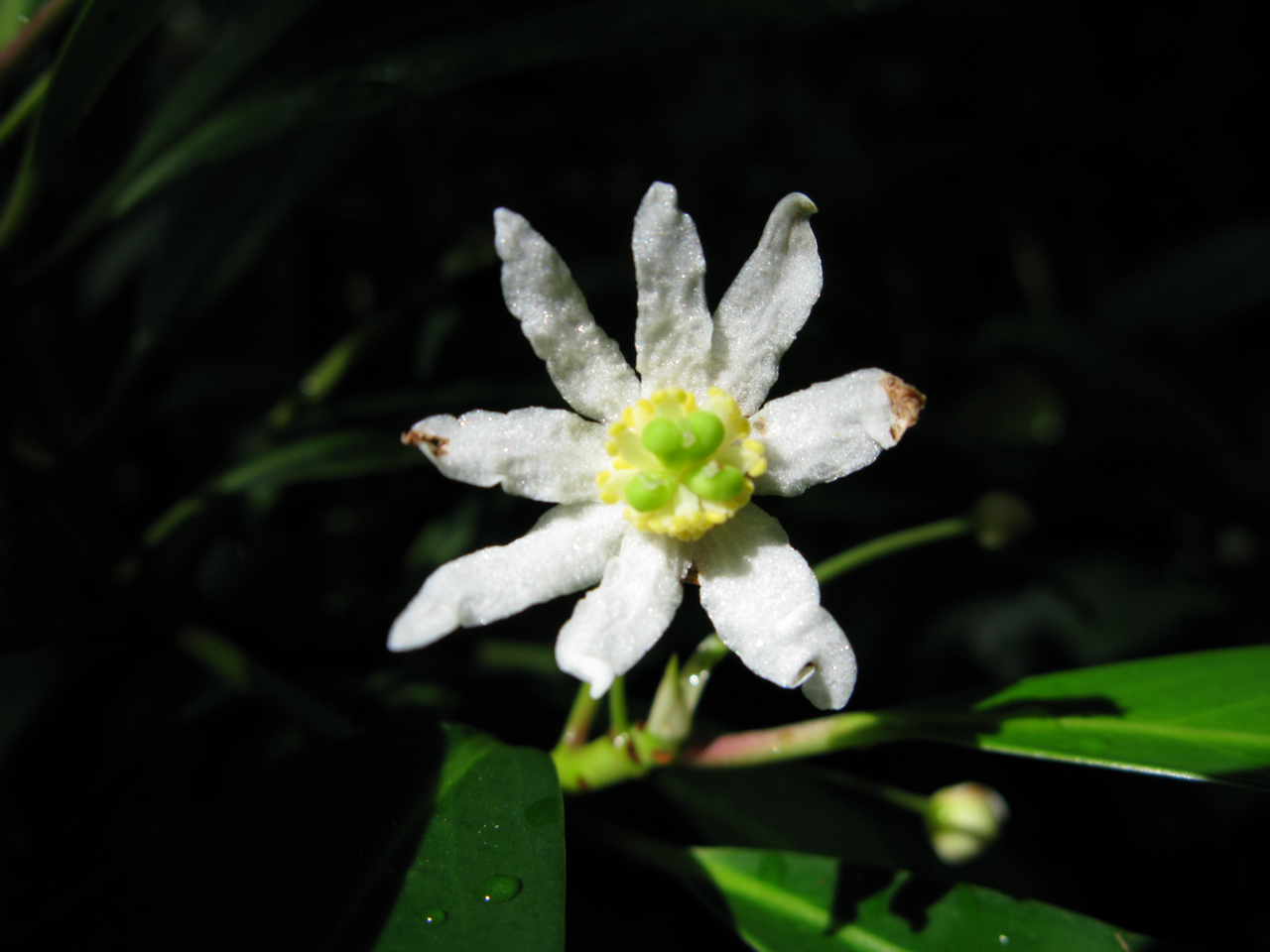
Détail d'une fleur de Drimys winteri situé sur île Navarino au Chili.

Ses petites fleurs blanches ou rose clair, composées de 6 à 14 pétales, sont hermaphrodites et mesurent entre 2 et 4 cm. Solitaires ou en ombelle. Les étamines sont au nombre de 23 à 37. La floraison a lieu du mois d'octobre au mois de mars. Les fruits, présents du mois de décembre au mois de février, sont de petites baies noires à maturité et ses graines à tégument noir mesurent 3 mm de long.

## Distribution et habitat
En Argentine, Drimys winteri est présent dans la partie andine de la Patagonie et principalement au sud-ouest de la province de Santa Cruz, autour du lac Argentino et jusqu'en Terre de Feu où on l'observe dans le parc national Tierra del Fuego. Au Chili, cet arbre est présent à partir de la région de Coquimbo jusque dans les îles australes de Terre de Feu comme l'île Hoste, l'île Navarino à l'intérieur du parc ethnobotanique Omora. Il est observé au sud du Brésil parmi les forêts de pins du Paraná (Araucaria angustifolia) du genre des Araucarias.
C'est un arbre présent entre 0 et 300 m d'altitude et généralement dans des milieux humides et sombres, en sous-bois de forêts de Nothofagus par exemple et apprécie un sol frais et humifère.

## Utilisation

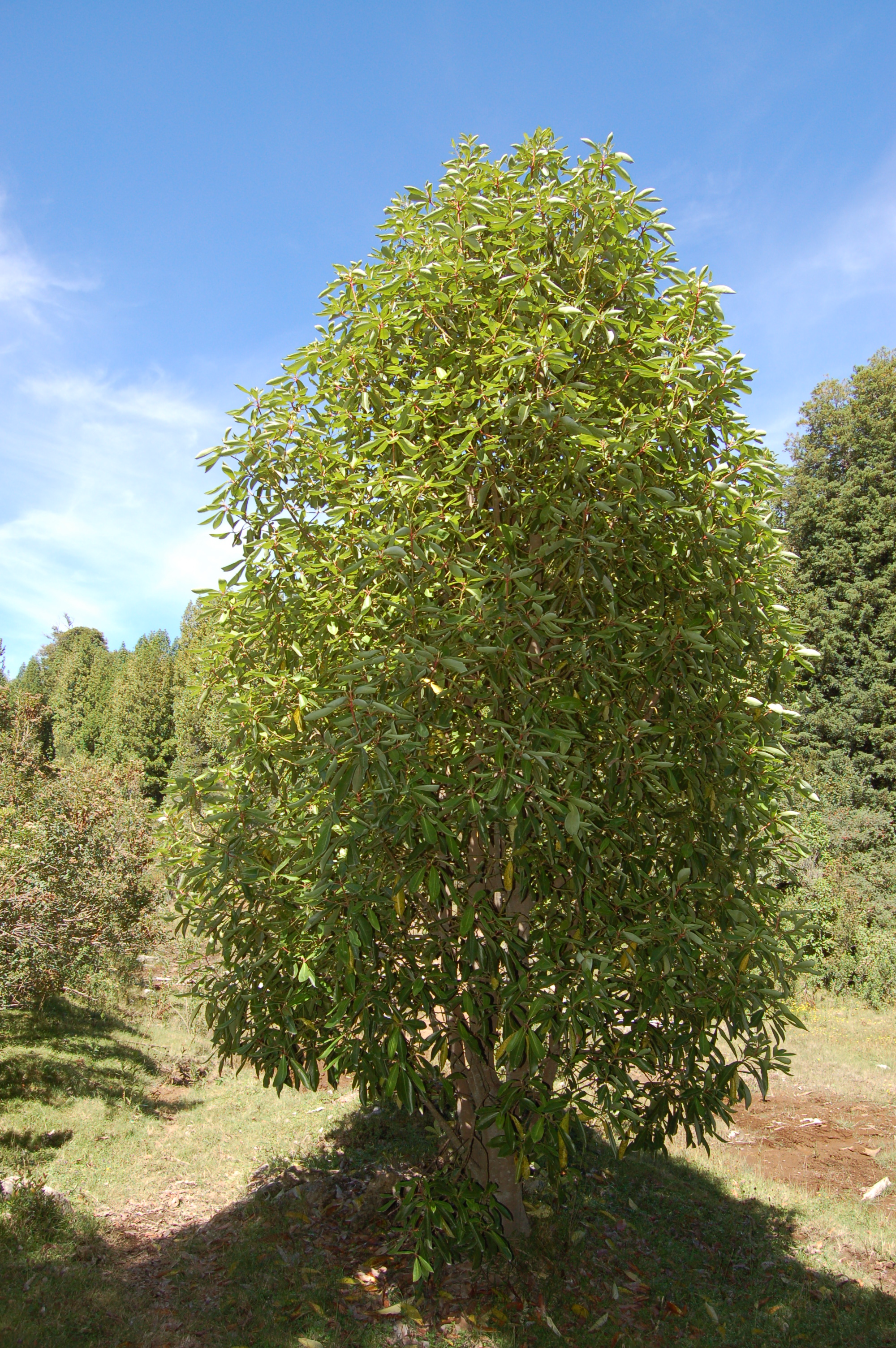
Arbre de drimys winteri.

Chez le peuple amérindien Mapuche cet arbre prend un caractère sacré et représente un symbole du Machi (homme ou femme élue représentant l'autorité religieuse, le conseiller, le protecteur du peuple mapuche). Ses branches étaient utilisées lors de certaines cérémonies guillatún ou machitún. Au XVIe siècle, les chefs de communautés mapuches appelés Loncos utilisaient un bâton de Drimys winteri comme symbole de son autorité en période de paix. Chez le peuple Huilliche, peuple méridionale  des Mapuches, Drimys winteri est associé à la sorcellerie au même titre que Laurelia sempervirens. Les Yagans utilisaient son bois afin de confectionner des têtes de harpons. Son bois, très dense et solide, les aidait à pêcher les lions marins (Otaria flavescens). Les branches souples leur servaient à la confection de leurs canoës.
Pour sa teneur élevée en vitamine C, c'est principalement un antiscorbutique. Le navigateur et capitaine William Winter, lors d'une expédition avec le corsaire Francis Drake en Patagonie en 1578, utilisa l'écorce en infusion pour les équipages de la flotte et parvient à les guérir du scorbut. C'est ainsi qu'il fut utilisé par les nombreux navigateurs du XVIIIe siècle principalement pour lutter contre le scorbut après de longs mois en mer mais aussi comme condiment. En effet, son écorce moulue possède des caractéristiques gustatives similaires au poivre. Aussi, les fruits contiennent des graines poivrées qui sont utilisées comme épice sous le nom de poivre de Chiloé.
Il est utilisé comme cicatrisant, contre les indigestions, les coliques. C'est aussi un anti-bactérien et un anti-rhumatisme. L'arbre, rustique jusqu'à −20 °C, est cultivé comme plante d'ornement dans les jardins du monde entier.